# Dunira pulchra
Dunira pulchra är en fjärilsart som beskrevs av George Thomas Bethune-Baker 1908. Dunira pulchra ingår i släktet Dunira och familjen nattflyn. Inga underarter finns listade i Catalogue of Life.